# Palacio de Medrano
El Palacio Treviño (también conocido como el Palacio de Medrano) es un inmueble de la ciudad española de Ciudad Real, ubicado en el número 9 de la calle Paloma.

## Historia
Juan Medrano Rosales-Maldonado y Medrano fue alcalde de Ciudad Real en los años 1920 y 1921 y protagonizó, o fue uno de los causantes, del llamado «motín de las mujeres» o «motín del aceite y la harina», en 1921, que dio lugar a saqueos e incendios de tiendas, almacenes y edificios de la ciudad. Entre ellos se encontraban el almacén de aceite de Policarpo Núñez, en la calle del Pozo Dulce; la salchichería de Mazo, en la plaza Mayor; las panaderías de los Ayala, en la calle del Carmen; y las antiguas edificaciones, propiedad del alcalde, ubicadas en las calles Paloma y Cruz, colindantes y que formaban esquina.

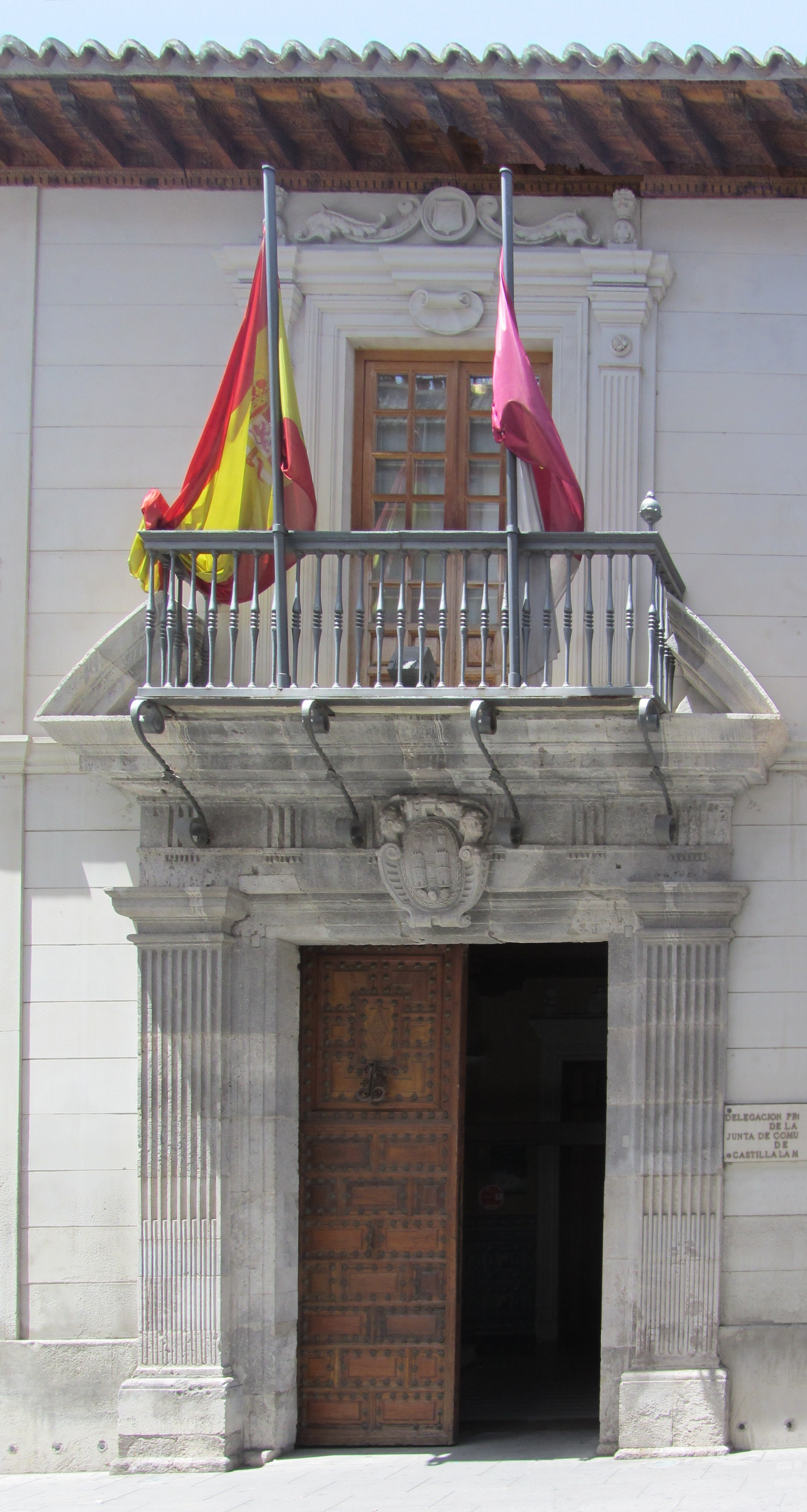
Portada del edificio

Sobre el solar resultante del incendio y destrucción mandó edificar la casa-palacio que a finales del siglo XX era sede del Rectorado de la Universidad de Castilla-La Mancha. Probablemente finalizó su construcción en 1924. Sus arquitectos pudieron ser los que por entonces ejercían la profesión en Ciudad Real, bien Telmo Sánchez, bien Florián Calvo, aunque presumiblemente el proyecto y los planos fueron del primero por su amistad con el ya por entonces cesado alcalde.

## Descripción

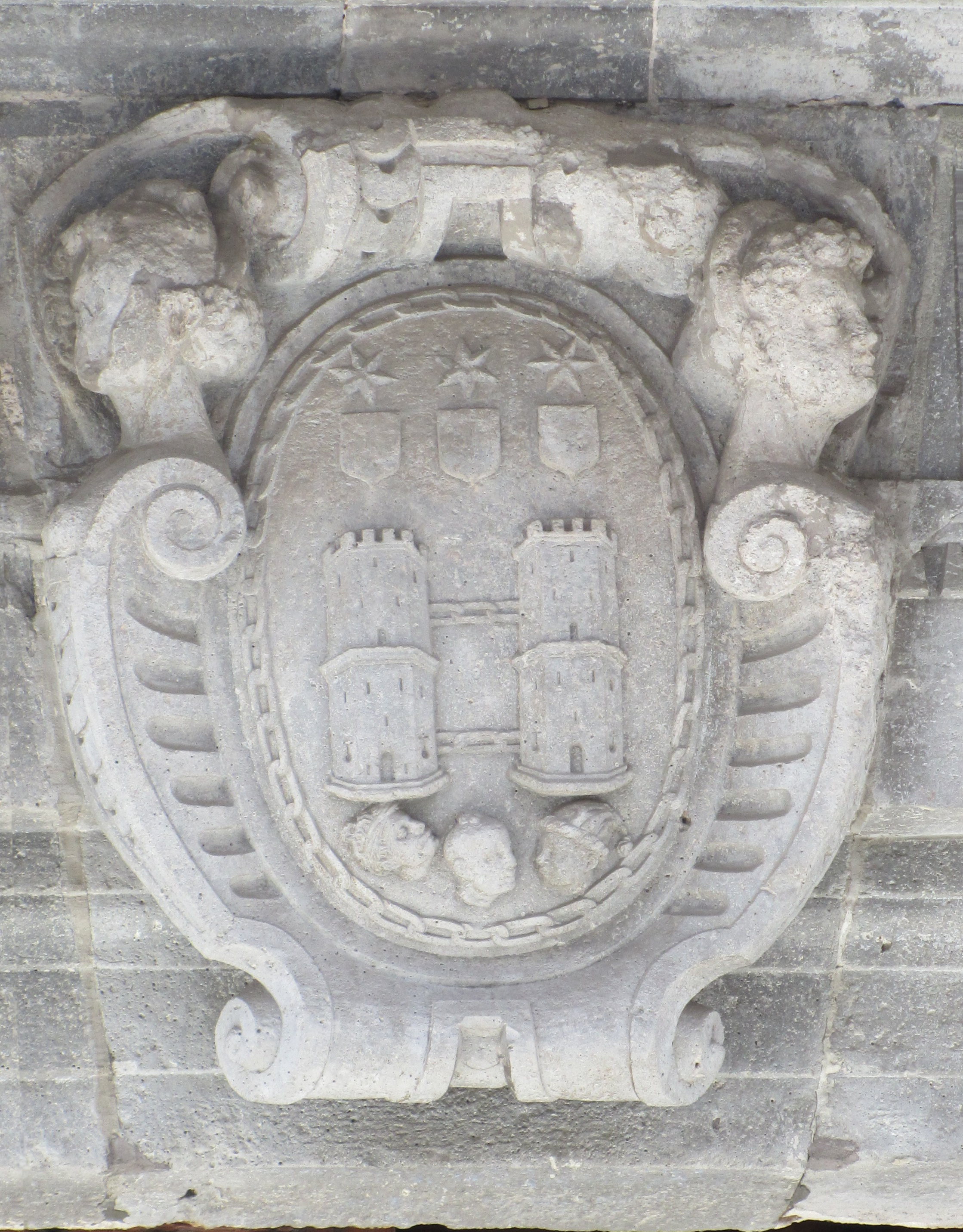
Escudo de los Treviño

Se ubica en el número 9 de la calle Paloma de la ciudad de Ciudad Real, en Castilla-La Mancha. También tiene fachada a la calle de la Cruz.  Consta de dos plantas y fue residencia de Juan Medrano y su esposa, Josefina de Aguirre, que no tuvieron descendencia, habilitándose las habitaciones del piso alto para la servidumbre. La construcción es reflejo del carácter ostentoso de su antiguo propietario, si bien los materiales empleados, según los expertos, serían de baja calidad.
Las paredes maestras son de tapial, recubiertas las de las fachadas con losas de arenisca, imitando sillería. También son de piedra arenisca las columnas del patio y la escalra de acceso al piso alto. En madera se realizaron vigas,ventanas, contraventanas, balcones, puertas y artesonado de las galerías. De la fachada principal, la que da a la calle de la Paloma, destaca la portada, con pilastras, capialzado con escudo y frontón cortado por el balcón principal. Por ella se accede a un portal con cancela que da paso al amplio patio, con galería baja de columnas dóricas y arcos carpaneles que soportan la de la planta superior, cerrada por cristaleras sobre balaustrada ciega. Cubre el patio una montera de cristal y en su centro existe una pequeña fuente con azulejos renacentistas, igual que los de los zócalos del portal y de la cocina-comedor.
Todos los huecos se hallan enmarcados por enjambados de afiligranado renacimiento, rayando en plateresco y protegidos por abundante ferrajería abulbada y con fuertes jabalgones. El alero, en ambas fachadas, de madera, denticulado por canecillos, es de hermosa factura. Por último, decir que la tipología de esta mansión puede calificarse de "neo", siendo bastante singular y distante de la sobriedad que caracteriza similares edificaciones en la región.
El 27 de octubre de 1988, fue incoado expediente para su declaración como Bien de Interés Cultural, con la categoría de monumento, en una resolución publicada el 15 de noviembre de ese mismo año en el Diario Oficial de Castilla-La Mancha.